# Keith Trask
Keith Charles Trask (født 27. november 1960 i Hastings, New Zealand) er en newzealandsk tidligere roer og olympisk guldvinder.
Trask vandt en guldmedalje ved OL 1984 i Los Angeles i disciplinen firer uden styrmand sammen med Les O'Connell, Shane O'Brien og Conrad Robertson. I finalen henviste newzealænderne USA og Danmark til henholdsvis sølv- og bronzemedaljerne. Det var det eneste OL han deltog i.
Trask vandt desuden en VM-guldmedalje i firer uden styrmand i 1983.

## OL-medaljer
- 1984:  Guld i firer uden styrmand